# جولي دويل
جولي دويل (بالإنجليزية: Julie James)‏ هي لاعبة كرة قدم أمريكية، ولدت في 31 ديسمبر 1996 في فيرفيو في الولايات المتحدة. لعبت مع سكاي بلو.

## وصلات خارجية
- جولي دويل على موقع قاعدة بيانات كرة القدم.إي يو (الإنجليزية)
- جولي دويل على موقع Soccerway.com (الإنجليزية)